# Gringoland
Gringoland est un roman écrit par l'écrivain français Julien Blanc-Gras, en 2005.
Gringoland a été consacré « Coup de cœur 2005 » par Le Mouv' et « Découvreur de talents » par les librairies Cultura.
Il a reçu le « Prix du Premier Roman de Chambery » en 2006. 

## Synopsis
Fatigué de ricaner du chaos contemporain devant sa télé, le jeune narrateur part vérifier qu’un autre monde est possible.

## Parutions
- Première édition : 2005 aux éditions Au Diable Vauvert.
- Réédition format poche : 2007 chez Pocket.